# Gare de Saint-Amarin
Gare de Saint-Amarin – przystanek osobowy w miejscowości Saint-Amarin, w departamencie Górny Ren, w regionie Grand Est, we Francji. Jest zarządzany przez SNCF i obsługiwany przez pociągi TER Grand Est.

## Położenie
Znajduje się na linii Lutterbach – Kruth, na km 24,139 między stacjami Moosch i Ranspach, na wysokości 408 m n.p.m.

## Linie kolejowe
- Linia Lutterbach – Kruth